# Grallaria centralis
Grallaria centralis (лат.) — вид птиц из семейства гралляриевых (Grallariidae).

## Таксономия
Относятся к комплексу видов Grallaria rufula, в котором учёные на основании филогенетических исследований и различий в вокализации выделили ряд новых для науки видов.

## История изучения
Первоначальные наблюдения были сделаны американским орнитологом Т. С. Шуленбергом (род. 1954), а затем экспедиции Университета штата Луизиана в 1982 и 1985 годах собрали образцы.

## Распространение
Обитают в Перу. Видовое название дано в честь того факта, что ареал вида расположен вблизи географического центра этой страны.